# Xã Jeddo, Quận Knox, Missouri
Xã Jeddo (tiếng Anh: Jeddo Township) là một xã thuộc quận Knox, tiểu bang Missouri, Hoa Kỳ. Năm 2010, dân số của xã này là 85 người.